# Ledinci, Petrovaradin
Ledinci (izvirno srbsko Лединци) je naselje v Srbiji, ki upravno spada pod Občino Petrovaradin; slednja pa je del Južnobačkega upravnega okraja.

## Demografija
V naselju z 567 gospodinstvi živi 1.333 polnoletnih prebivalcev, pri čemer je njihova povprečna starost 39,9 let (38,6 pri moških in 41,2 pri ženskah).

### Število prebivalcev
|  |

| Demografija | Demografija     | Demografija     |
| Leto        | Št. prebivalcev | Št. prebivalcev |
| ----------- | --------------- | --------------- |
|             |                 |                 |
|             |                 |                 |
|             |                 |                 |
|             |                 |                 |
| 1948        | 465             |                 |
| 1953        | 531             |                 |
| 1961        | 675             |                 |
| 1971        | 795             |                 |
| 1981        | 1137            |                 |
| 1991        | 1280            | 1248            |
| 2002        | 1669            | 1641            |
|             |                 |                 |

### Еtnična sestava prebivalcev
| Etnična sestava po popisu iz leta 2002 | Etnična sestava po popisu iz leta 2002 | Etnična sestava po popisu iz leta 2002 | Etnična sestava po popisu iz leta 2002 | Etnična sestava po popisu iz leta 2002 |
| -------------------------------------- | -------------------------------------- | -------------------------------------- | -------------------------------------- | -------------------------------------- |
| Srbi                                   | Srbi                                   |                                        | 1.458                                  | 88,84%                                 |
| Jugoslovani                            | Jugoslovani                            |                                        | 33                                     | 2,01%                                  |
| Hrvati                                 | Hrvati                                 |                                        | 15                                     | 0,91%                                  |
| Slovaki                                | Slovaki                                |                                        | 13                                     | 0,79%                                  |
| Madžari                                | Madžari                                |                                        | 11                                     | 0,67%                                  |
| Črnogorci                              | Črnogorci                              |                                        | 4                                      | 0,24%                                  |
| Rusini                                 | Rusini                                 |                                        | 3                                      | 0,18%                                  |
| Romuni                                 | Romuni                                 |                                        | 3                                      | 0,18%                                  |
| Makedonci                              | Makedonci                              |                                        | 3                                      | 0,18%                                  |
| Bunjevci                               | Bunjevci                               |                                        | 3                                      | 0,18%                                  |
| Rusi                                   | Rusi                                   |                                        | 2                                      | 0,12%                                  |
| Romi                                   | Romi                                   |                                        | 2                                      | 0,12%                                  |
| Čehi                                   | Čehi                                   |                                        | 1                                      | 0,06%                                  |
| Nemci                                  | Nemci                                  |                                        | 1                                      | 0,06%                                  |
| Muslimani                              | Muslimani                              |                                        | 1                                      | 0,06%                                  |
| Neznano                                | Neznano                                |                                        | 49                                     | 2,98%                                  |